# Ron Morris
Ron Morris (estado de California, 27 de abril de 1935 - estado de California, 31 de mayo de 2024) fue un atleta estadounidense, especializado en la prueba de salto con pértiga en la que llegó a ser subcampeón olímpico en 1960.

## Carrera deportiva
En los Juegos Olímpicos de Roma 1960 ganó la medalla de plata en el salto con pértiga, con un salto por encima de 4.60 metros, tras su compatriota Donald Bragg que con 4.70 m batió el récord olímpico, y por delante del finlandés Eeles Landström.